# Melitoides makarovi
Melitoides makarovi is een vlokreeftensoort uit de familie van de Melitidae. De wetenschappelijke naam van de soort is voor het eerst geldig gepubliceerd in 1934 door Gurjanova.